# Valeilles
Valeilles est une commune française située dans le nord-ouest du département de Tarn-et-Garonne, en région Occitanie. Sur le plan historique et culturel, la commune est dans le Quercy Blanc, correspondant à la partie méridionale du Quercy, devant son nom à ses calcaires lacustres du Tertiaire.
Exposée à un climat océanique altéré, elle est drainée par le Boudouyssou, le ruisseau de Ressegayre et par divers autres petits cours d'eau. La commune possède un patrimoine naturel remarquable : un site Natura 2000 (« le Boudouyssou ») et deux zones naturelles d'intérêt écologique, faunistique et floristique.
Valeilles est une commune rurale qui compte 244 habitants en 2022, après avoir connu un pic de population de 765 habitants en 1821.  Elle fait partie de l'aire d'attraction de Villeneuve-sur-Lot. Ses habitants sont appelés les Valeillois ou  Valeilloises.

## Géographie

### Localisation
D'une superficie totale de 13,8 km² et une altitude moyenne de 150 m, la commune est située dans le Quercy blanc. Elle est limitrophe du département de Lot-et-Garonne.

### Communes limitrophes
Les communes limitrophes sont  Anthé, Cazideroque, Dausse, Massoulès, Penne-d'Agenais, Roquecor et Saint-Beauzeil.
| Dausse (Lot-et-Garonne)          | Cazideroque (Lot-et-Garonne) |                        |
| Penne-d'Agenais (Lot-et-Garonne) | Valeilles                    | Anthé (Lot-et-Garonne) |
| Massoulès (Lot-et-Garonne)       | Saint-Beauzeil               | Roquecor               |

### Hydrographie

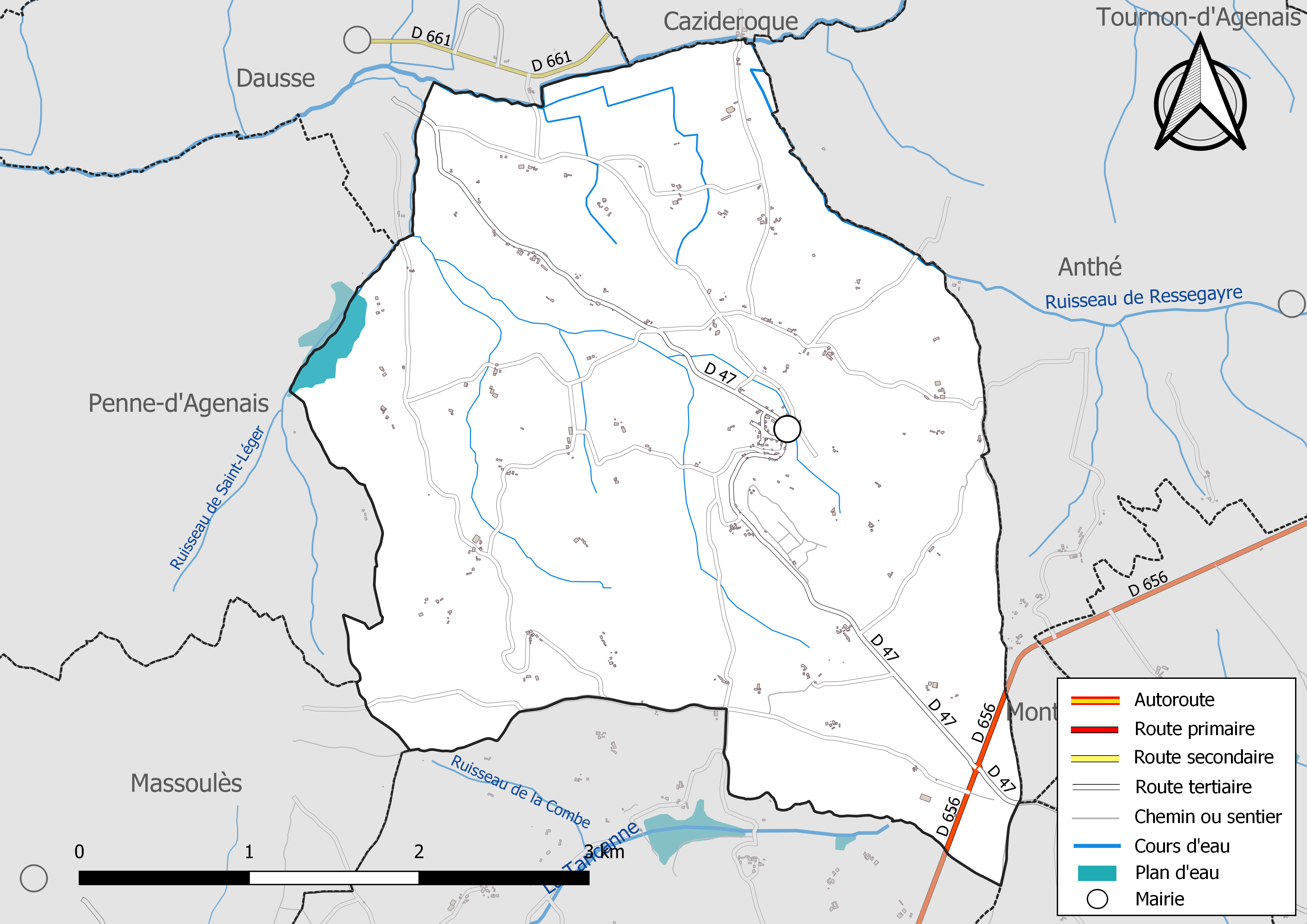
Réseaux hydrographique et routier de Valeilles.

La commune est dans le bassin versant de la Garonne, au sein du bassin hydrographique Adour-Garonne. Elle est drainée par le Boudouyssou, le ruisseau de Ressegayre, le ruisseau de Saint-Léger et par deux petits cours d'eau, constituant un réseau hydrographique de 6 km de longueur totale,.
Le Boudouyssou, d'une longueur totale de 32 km, prend sa source dans la commune de Montcuq-en-Quercy-Blanc et s'écoule d'est en ouest. Il traverse la commune et se jette dans le Lot à Penne-d'Agenais, après avoir traversé 10 communes.

### Climat
Pour des articles plus généraux, voir Climat de l'Occitanie et Climat de Tarn-et-Garonne.
En 2010, le climat de la commune est de type climat océanique altéré, selon une étude du Centre national de la recherche scientifique s'appuyant sur une série de données couvrant la période 1971-2000. En 2020, Météo-France publie une typologie des climats de la France métropolitaine dans laquelle la commune est toujours exposée à un climat océanique altéré et est dans la région climatique Aquitaine, Gascogne, caractérisée par une pluviométrie abondante au printemps, modérée en automne, un faible ensoleillement au printemps, un été chaud (19,5 °C), des vents faibles, des brouillards fréquents en automne et en hiver et des orages fréquents en été (15 à 20 jours).
Pour la période 1971-2000, la température annuelle moyenne est de 12,7 °C, avec une amplitude thermique annuelle de 16,1 °C. Le cumul annuel moyen de précipitations est de 868 mm, avec 12 jours de précipitations en janvier et 6,5 jours en juillet. Pour la période 1991-2020, la température moyenne annuelle observée sur la station météorologique de Météo-France la plus proche, « Laroque-timbaut », sur la commune de Laroque-Timbaut à 16 km à vol d'oiseau, est de 14,0 °C et le cumul annuel moyen de précipitations est de 821,7 mm. 
La température maximale relevée sur cette station est de 41,6 °C, atteinte le 23 août 2023 ; la température minimale est de −14 °C, atteinte le 9 février 2012,,.
Les paramètres climatiques de la commune ont été estimés pour le milieu du siècle (2041-2070) selon différents scénarios d'émission de gaz à effet de serre à partir des nouvelles projections climatiques de référence DRIAS-2020. Ils sont consultables sur un site dédié publié par Météo-France en novembre 2022.

### Milieux naturels et biodiversité

#### Réseau Natura 2000

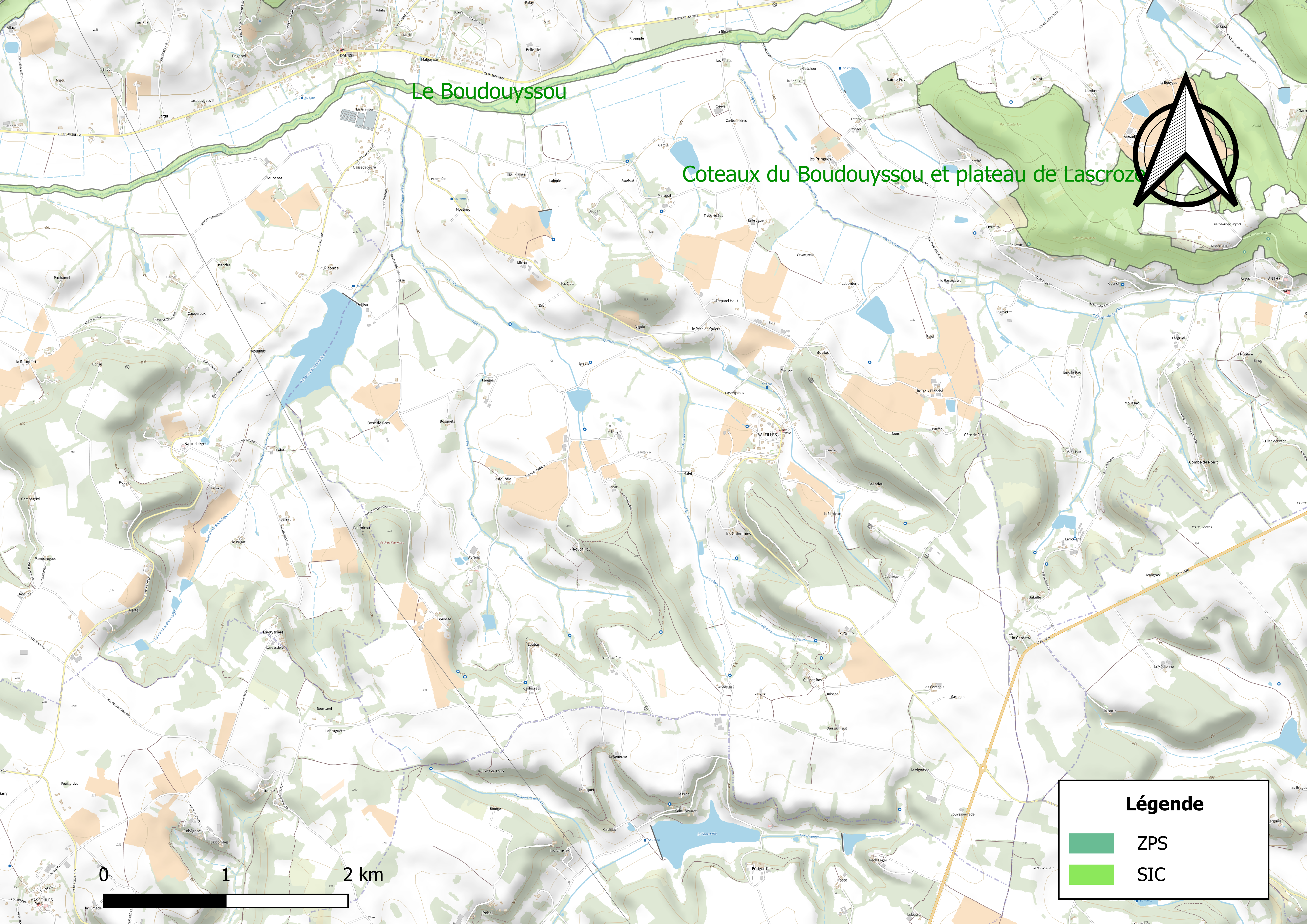
Site Natura 2000 sur le territoire communal.

Le réseau Natura 2000 est un réseau écologique européen de sites naturels d'intérêt écologique élaboré à partir des directives habitats et oiseaux, constitué de zones spéciales de conservation (ZSC) et de zones de protection spéciale (ZPS).
Un site Natura 2000 a été défini sur la commune au titre de la directive habitats : « le Boudouyssou », d'une superficie de 236 ha0.

#### Zones naturelles d'intérêt écologique, faunistique et floristique
L’inventaire des zones naturelles d'intérêt écologique, faunistique et floristique (ZNIEFF) a pour objectif de réaliser une couverture des zones les plus intéressantes sur le plan écologique, essentiellement dans la perspective d’améliorer la connaissance du patrimoine naturel national et de fournir aux différents décideurs un outil d’aide à la prise en compte de l’environnement dans l’aménagement du territoire.
Une ZNIEFF de type 1 est recensée sur la commune :
« les buttes de Valeilles » (166 ha) et une ZNIEFF de type 2, : 
les « coteaux du Boudouyssou » (1 615 ha), couvrant 7 communes dont une dans le Lot, quatre dans le Lot-et-Garonne et deux dans le Tarn-et-Garonne.

Carte des ZNIEFF de type 1 et 2 à Valeilles.
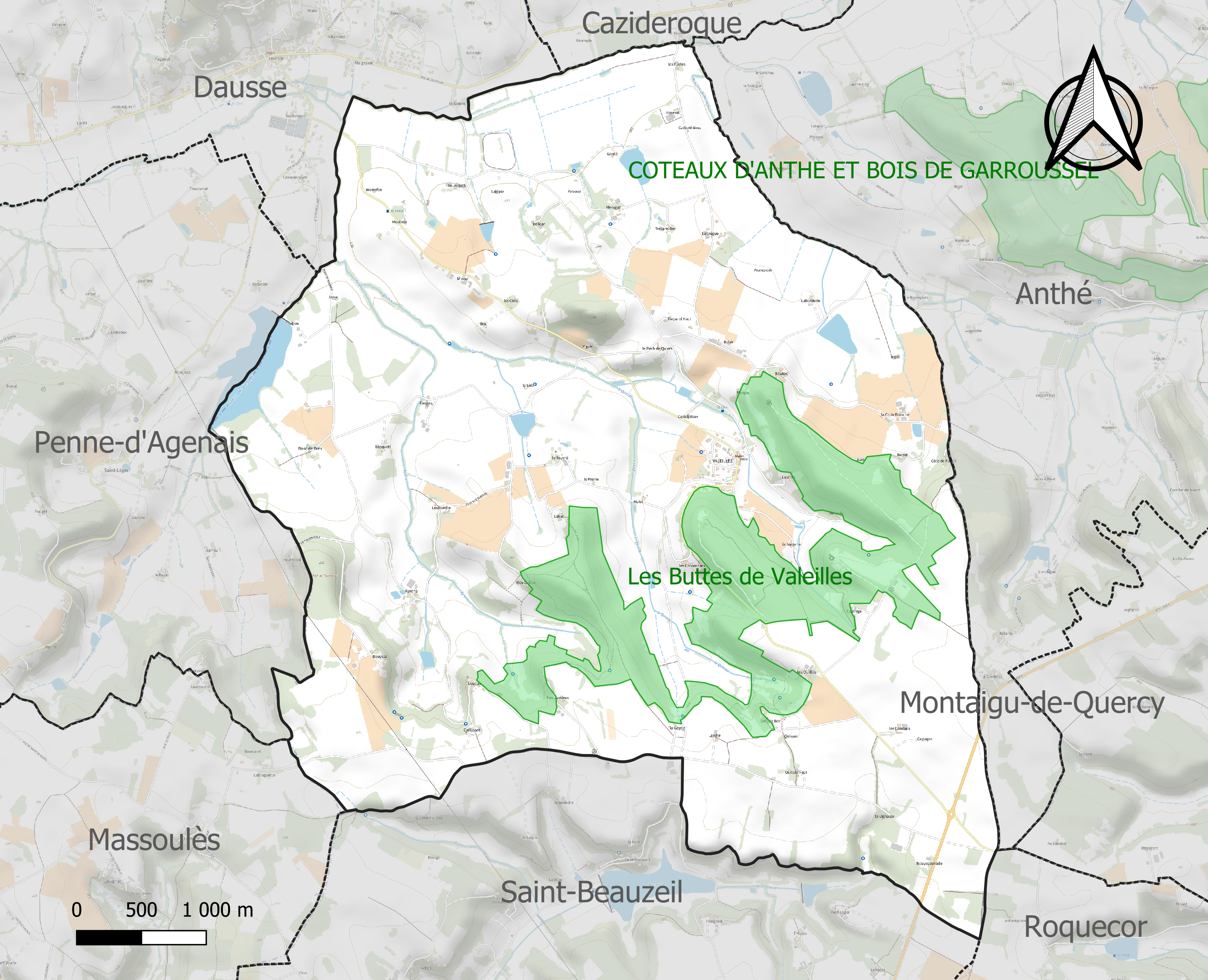
Carte de la ZNIEFF de type 1 sur la commune.
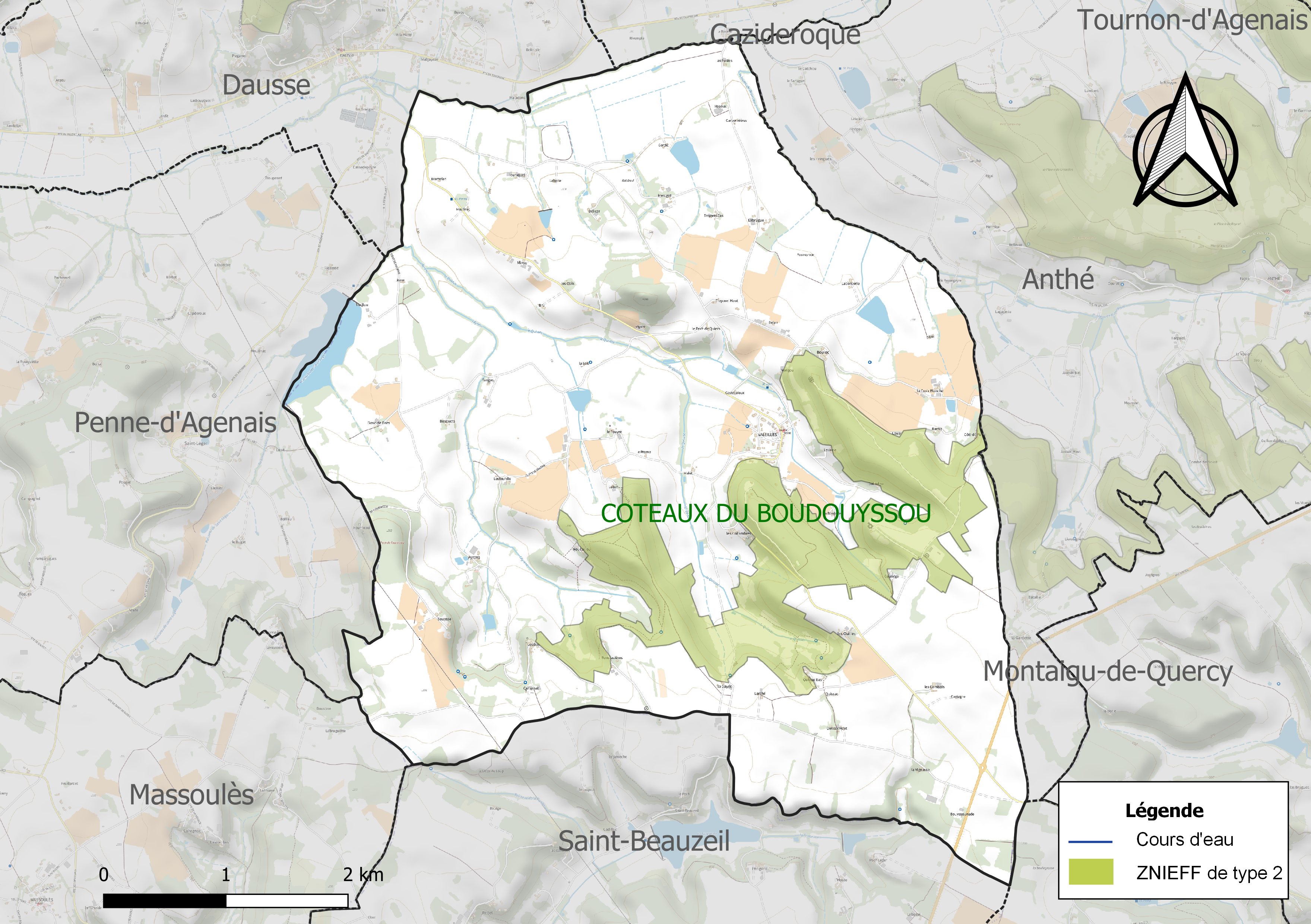
Carte de la ZNIEFF de type 2 sur la commune.

## Urbanisme

### Typologie
Au 1er janvier 2024, Valeilles est catégorisée commune rurale à habitat très dispersé, selon la nouvelle grille communale de densité à sept niveaux définie par l'Insee en 2022.
Elle est située hors unité urbaine. Par ailleurs la commune fait partie de l'aire d'attraction de Villeneuve-sur-Lot, dont elle est une commune de la couronne,. Cette aire, qui regroupe 34 communes, est catégorisée dans les aires de 50 000 à moins de 200 000 habitants,.

### Occupation des sols
L'occupation des sols de la commune, telle qu'elle ressort de la base de données européenne d’occupation biophysique des sols Corine Land Cover (CLC), est marquée par l'importance des territoires agricoles (87,1 % en 2018), une proportion identique à celle de 1990 (87,1 %). La répartition détaillée en 2018 est la suivante : 
terres arables (52,4 %), prairies (21,8 %), zones agricoles hétérogènes (12,9 %), forêts (12,9 %). L'évolution de l’occupation des sols de la commune et de ses infrastructures peut être observée sur les différentes représentations cartographiques du territoire : la carte de Cassini (XVIIIe siècle), la carte d'état-major (1820-1866) et les cartes ou photos aériennes de l'IGN pour la période actuelle (1950 à aujourd'hui).

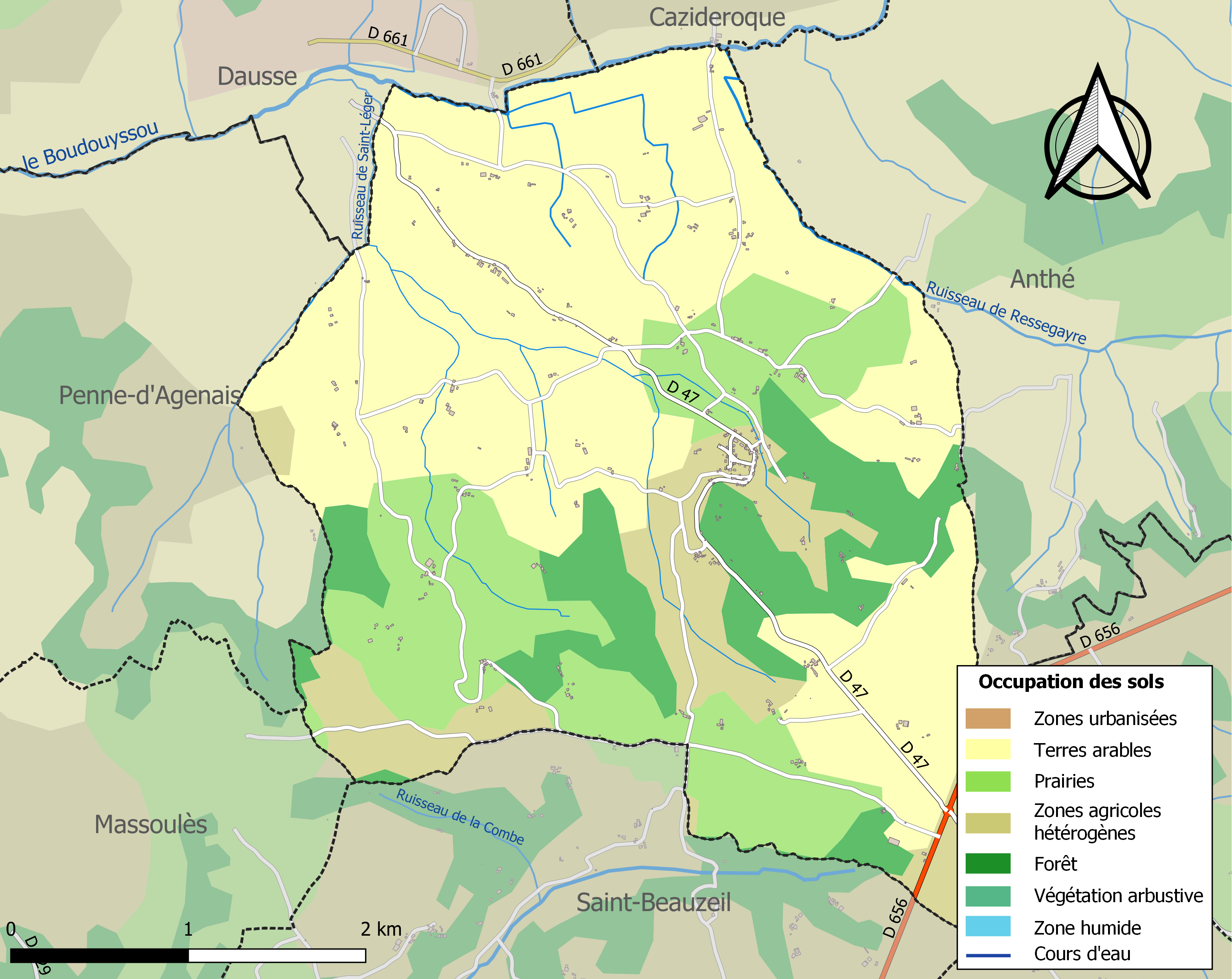
Carte des infrastructures et de l'occupation des sols de la commune en 2018 (CLC).

### Risques majeurs
Le territoire de la commune de Valeilles est vulnérable à différents aléas naturels : météorologiques (tempête, orage, neige, grand froid, canicule ou sécheresse), inondations, mouvements de terrains et séisme (sismicité très faible). Il est également exposé à un risque technologique,  le transport de matières dangereuses. Un site publié par le BRGM permet d'évaluer simplement et rapidement les risques d'un bien localisé soit par son adresse soit par le numéro de sa parcelle.

#### Risques naturels
Certaines parties du territoire communal sont susceptibles d’être affectées par le risque d’inondation par débordement de cours d'eau, notamment le Boudouyssou. La cartographie des zones inondables en ex-Midi-Pyrénées réalisée dans le cadre du XIe Contrat de plan État-région, visant à informer les citoyens et les décideurs sur le risque d’inondation, est accessible sur le site de la DREAL Occitanie. La commune a été reconnue en état de catastrophe naturelle au titre des dommages causés par les inondations et coulées de boue survenues en 1982, 1999 et 2007,.
Valeilles est exposée au risque de feu de forêt. Le département de Tarn-et-Garonne présentant toutefois globalement un niveau d’aléa moyen à faible très localisé, aucun Plan départemental de protection des forêts contre les risques d’incendie de forêt (PFCIF) n'a été élaboré. Le débroussaillement aux abords des maisons constitue l’une des meilleures protections pour les particuliers contre le feu,.

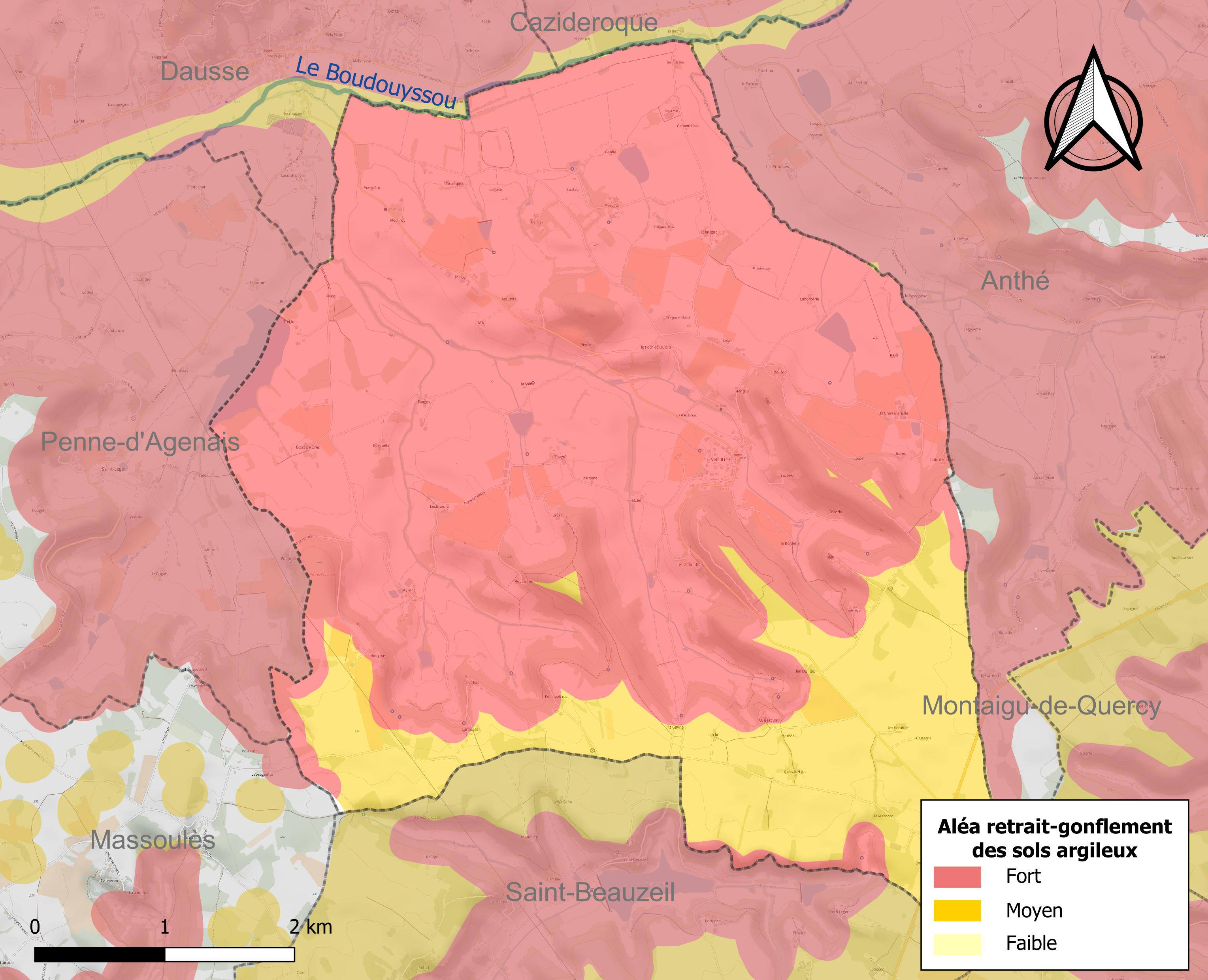
Carte des zones d'aléa retrait-gonflement des sols argileux de Valeilles.

Les mouvements de terrains susceptibles de se produire sur la commune sont des tassements différentiels.
Le retrait-gonflement des sols argileux est susceptible d'engendrer des dommages importants aux bâtiments en cas d’alternance de périodes de sécheresse et de pluie. 99,9 % de la superficie communale est en aléa moyen ou fort (92 % au niveau départemental et 48,5 % au niveau national). Sur les 180 bâtiments dénombrés sur la commune en 2019, 180 sont en aléa moyen ou fort, soit 100 %, à comparer aux 96 % au niveau départemental et 54 % au niveau national. Une cartographie de l'exposition du territoire national au retrait gonflement des sols argileux est disponible sur le site du BRGM,.
Par ailleurs, afin de mieux appréhender le risque d’affaissement de terrain, l'inventaire national des cavités souterraines permet de localiser celles situées sur la commune.
Concernant les mouvements de terrains, la commune a été reconnue en état de catastrophe naturelle au titre des dommages causés par la sécheresse en 2003 et 2009 et par des mouvements de terrain en 1999.

#### Risques technologiques
Le risque de transport de matières dangereuses sur la commune est lié à sa traversée par des infrastructures routières ou ferroviaires importantes ou la présence d'une canalisation de transport d'hydrocarbures. Un accident se produisant sur de telles infrastructures est susceptible d’avoir des effets graves sur les biens, les personnes ou l'environnement, selon la nature du matériau transporté. Des dispositions d’urbanisme peuvent être préconisées en conséquence.

## Toponymie
Valeilles latin : vallicula diminutif de vallis, vallée.

## Histoire
On trouve mention de la paroisse de Valeilles au XIIIe siècle parmi celles du diocèse d'Agen dont l'évêque percevait les dîmes. L'église, dédiée à saint Martin, remonte à la première moitié du XIIe siècle. Ruinée à la guerre de Cent Ans, elle fut reconstruite et agrandie au XVe, puis dévastée de nouveau au XVIe siècle et réparée au début du XVIIe. La voûte de la nef et le clocher appartiennent au XIXe.
De l'église romane il ne reste guère que l'abside semi-circulaire voûtée en cul-de-four dont la partie supérieure, voûte comprise, a cependant été refaite au XVIIe siècle. L'hémicycle est précédé d'une partie droite un peu plus large. La fenêtre axiale a été murée mais elle est encadrée à l'intérieur d'un boudin iorique prolongée par deux colonnettes dont le chapiteau archaïque est orné soit de feuillage soit d'animaux affrontés.
La nef a été refaite à la fin du XVe siècle sur des bases anciennes ; sa voûte a été remontée en 1876 dans sa forme première. Elle se compose de deux travées couvertes d'une croisée d'ogives, avec une travée plus courte au fond rebâtie en 1835. Elle a été flanquée après la guerre de Cent Ans d'un collatéral de style flamboyant qui comprend aussi deux travées et possède une voûte ramifiée à clés multiples ornées de motifs végétaux ; la retombée se fait sur des culots diversement décorés, mais les nervures secondaires s'appuient sur de petites arcades en accolade, selon un type de soutien que l'on retrouve ailleurs en Agenais.
Sur la seconde travée subsiste une jolie porte romane dont les claveaux sont ornées d'étoiles et de palmettes, et les impostes de rinceaux et de marguerites.
Il y eut en 1868 un projet d'agrandissement de l'église par la construction d'un second bas-côté semblable mais il ne fut pas réalisé. Le clocher a été refait vers cette époque. C'était autrefois une tour barlongue comme en voit dans la région ; c'est maintenant une modeste tour carrée de deux étages couronnée d'une flèche en ardoises.

## Politique et administration
| Période                                  | Période  | Identité        | Étiquette | Qualité            |
| ---------------------------------------- | -------- | --------------- | --------- | ------------------ |
| 1971                                     | 1977     | Mesmin Beragnes |           |                    |
| 1977                                     | 2008     | Étienne Brunet  | PRG       | Conseiller général |
| 2008                                     | En cours | Michel Rouquier | PRG       |                    |
| Les données manquantes sont à compléter. |          |                 |           |                    |

## Démographie
L'évolution du nombre d'habitants est connue à travers les recensements de la population effectués dans la commune depuis 1793. Pour les communes de moins de 10 000 habitants, une enquête de recensement portant sur toute la population est réalisée tous les cinq ans, les populations de référence des années intermédiaires étant quant à elles estimées par interpolation ou extrapolation. Pour la commune, le premier recensement exhaustif entrant dans le cadre du nouveau dispositif a été réalisé en 2007.

En 2022, la commune comptait 244 habitants, en évolution de +0,41 % par rapport à 2016 (Tarn-et-Garonne : +3,12 %, France hors Mayotte : +2,11 %).
| 1793 | 1800 | 1806 | 1821 | 1831 | 1836 | 1841 | 1846 | 1851 |
| ---- | ---- | ---- | ---- | ---- | ---- | ---- | ---- | ---- |
| 400  | 490  | 755  | 765  | 623  | 631  | 656  | 608  | 625  |

| 1856 | 1861 | 1866 | 1872 | 1876 | 1881 | 1886 | 1891 | 1896 |
| ---- | ---- | ---- | ---- | ---- | ---- | ---- | ---- | ---- |
| 618  | 615  | 577  | 540  | 530  | 508  | 481  | 522  | 485  |

| 1901 | 1906 | 1911 | 1921 | 1926 | 1931 | 1936 | 1946 | 1954 |
| ---- | ---- | ---- | ---- | ---- | ---- | ---- | ---- | ---- |
| 525  | 514  | 503  | 429  | 402  | 422  | 380  | 309  | 287  |

| 1962 | 1968 | 1975 | 1982 | 1990 | 1999 | 2006 | 2007 | 2012 |
| ---- | ---- | ---- | ---- | ---- | ---- | ---- | ---- | ---- |
| 281  | 239  | 263  | 250  | 290  | 266  | 237  | 233  | 234  |

| 2017 | 2022 | - | - | - | - | - | - | - |
| ---- | ---- | - | - | - | - | - | - | - |
| 248  | 244  | - | - | - | - | - | - | - |

## Économie

### Revenus
En 2018, la commune compte 91 ménages fiscaux, regroupant 198 personnes. La médiane du revenu disponible par unité de consommation est de 18 980 € (20 140 € dans le département).

### Emploi
|                | 2008   | 2013   | 2018   |
| -------------- | ------ | ------ | ------ |
| Commune        | 12,1 % | 10,8 % | 11,4 % |
| Département    | 8,4 %  | 10,2 % | 10,3 % |
| France entière | 8,3 %  | 10 %   | 10 %   |

En 2018, la population âgée de 15 à 64 ans s'élève à 158 personnes, parmi lesquelles on compte 76,6 % d'actifs (65,2 % ayant un emploi et 11,4 % de chômeurs) et 23,4 % d'inactifs,. Depuis 2008, le taux de chômage communal (au sens du recensement) des 15-64 ans est supérieur à celui de la France et du département.
La commune fait partie de la couronne de l'aire d'attraction de Villeneuve-sur-Lot, du fait qu'au moins 15 % des actifs travaillent dans le pôle,. Elle compte 44 emplois en 2018, contre 32 en 2013 et 36 en 2008. Le nombre d'actifs ayant un emploi résidant dans la commune est de 105, soit un indicateur de concentration d'emploi de 42 % et un taux d'activité parmi les 15 ans ou plus de 56,4 %.
Sur ces 105 actifs de 15 ans ou plus ayant un emploi, 38 travaillent dans la commune, soit 36 % des habitants. Pour se rendre au travail, 82,9 % des habitants utilisent un véhicule personnel ou de fonction à quatre roues, 3,8 % les transports en commun, 3,9 % s'y rendent en deux-roues, à vélo ou à pied et 9,5 % n'ont pas besoin de transport (travail au domicile).

### Activités hors agriculture
29 établissements sont implantés  à Valeilles au 31 décembre 2019.
Le secteur du commerce de gros et de détail, des transports, de l'hébergement et de la restauration est prépondérant sur la commune puisqu'il représente 27,6 % du nombre total d'établissements de la commune (8 sur les 29 entreprises implantées  à Valeilles), contre 29,7 % au niveau départemental.

### Agriculture
La commune est dans le pays de Serres, une petite région agricole située dans le nord-ouest du département de Tarn-et-Garonne. En 2020, l'orientation technico-économique de l'agriculture  sur la commune est la polyculture et/ou le polyélevage. 
|               | 1988 | 2000  | 2010  | 2020  |
| ------------- | ---- | ----- | ----- | ----- |
| Exploitations | 30   | 19    | 11    | 11    |
| SAU (ha)      | 958  | 1 180 | 1 099 | 1 164 |

Le nombre d'exploitations agricoles en activité et ayant leur siège dans la commune est passé de 30 lors du recensement agricole de 1988  à 19 en 2000 puis à 11 en 2010 et enfin à 11 en 2020, soit une baisse de 63 % en 32 ans. Le même mouvement est observé à l'échelle du département qui a perdu pendant cette période 57 % de ses exploitations,. La surface agricole utilisée sur la commune a quant à elle augmenté, passant de 958 ha en 1988 à 1 164 ha en 2020. Parallèlement la surface agricole utilisée moyenne par exploitation a augmenté, passant de 32 à 106 ha.

## Culture locale et patrimoine

### Lieux et monuments
- Église Saint-Martin de Valeilles. L'édifice est référencé dans la base Mérimée et à l'Inventaire général Région Occitanie[36]. Plusieurs objets sont référencés dans la base Palissy (voir les notices liées)[36].
- Église Saint-Pierre d'Ayrens.
- Maison forte de Quissac, inscrite aux monuments historiques.
- Pont du XIXe siècle.

## Héraldique
(Pas de blason connu)

## Pour approfondir